# Hegir-Nuna
Hegir-Nuna o Gangir, es una diosa en la mitología sumeria. Es una de las siete hijas de Baba, diosa de la sanación y divinidad tutelar de Lagash.